# Hespéride (botanique)
Pour les articles homonymes, voir Hespéride.
 (septembre 2021).
La mise en forme du texte ne suit pas les recommandations de Wikipédia : il faut le « wikifier ».
Les points d'amélioration suivants sont les cas les plus fréquents :
- Les titres sont pré-formatés par le logiciel. Ils ne sont ni en capitales, ni en gras.
- Le texte ne doit pas être écrit en capitales (les noms de famille non plus), ni en gras, ni en italique, ni en « petit »…
- Le gras n'est utilisé que pour surligner le titre de l'article dans l'introduction, une seule fois.
- L'italique est rarement utilisé : mots en langue étrangère, titres d'œuvres, noms de bateaux, etc.
- Les citations ne sont pas en italique mais en corps de texte normal. Elles sont entourées par des guillemets français : « et ».
- Les listes à puces sont à éviter, des paragraphes rédigés étant largement préférés. Les tableaux sont à réserver à la présentation de données structurées (résultats, etc.).
- Les appels de note de bas de page (petits chiffres en exposant, introduits par l'outil «  Source ») sont à placer entre la fin de phrase et le point final[comme ça].
- Les liens internes (vers d'autres articles de Wikipédia) sont à choisir avec parcimonie. Créez des liens vers des articles approfondissant le sujet. Les termes génériques sans rapport avec le sujet sont à éviter, ainsi que les répétitions de liens vers un même terme.
- Les liens externes sont à placer uniquement dans une section « Liens externes », à la fin de l'article. Ces liens sont à choisir avec parcimonie suivant les règles définies. Si un lien sert de source à l'article, son insertion dans le texte est à faire par les notes de bas de page.
- La présentation des références doit suivre les conventions bibliographiques. Il est recommandé d'utiliser les modèles {{Ouvrage}}, {{Chapitre}}, {{Article}}, {{Lien web}} et/ou {{Bibliographie}}. Le mode d'édition visuel peut mettre en forme automatiquement les références.
- Insérer une infobox (cadre d'informations à droite) n'est pas obligatoire pour parachever la mise en page.

Pour une aide détaillée, merci de consulter Aide:Wikification.
Si vous pensez que ces points ont été résolus, vous pouvez retirer ce bandeau et améliorer la mise en forme d'un autre article.

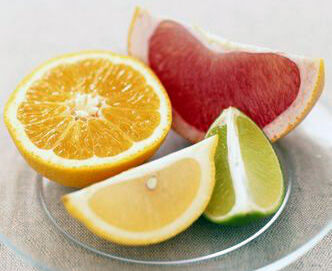
Plusieurs types d'agrumes, les hespérides les plus communes, coupées en quartiers et prêtes à être dégustées.

En botanique, une hespéride est un type de baie possédant un exocarpe (pelure) épais et dont l'endocarpe est scindé en loges.
Les pamplemousses, les oranges, les limes et autres agrumes sont des exemples d'hespérides.
La partie extérieure et pigmentée de la pelure composée de l'épicarpe et du mésocarpe est appelée flavédo. L'épicarpe contient des huiles essentielles. Quand on gratte la flavédo pour en extraire des fragments cela s’appelle le zeste. Le mésocarpe, partie intérieure et blanche est appelée albédo.
Contrairement à la plupart des baies, la pelure des hespérides n'est généralement pas mangée à l'exception du kumquat dont le flavédo est sucré.

## Histoire
Les hespérides - souvent assimilées aux îles Canaries - étaient chez les Grecs des iles heureuses et fortunées à l'extrême ouest, au couchant : Hésiode dit « La nuit enfanta les Hespérides qui gardent les pommes d'or au sein de l'Océan, au lieu même où Atlas supporte le ciel ». Diodore de Sicile en fait les 7 filles d'Atlas et d'Hespérie. Hercule réussit à s'emparer de quelques-unes de ces pommes d'or que les Hespérides cultivaient dans leur jardin. Pierre-Joseph Amoreux (1806) dans sa Dissertation sur les pommes d'or des hespérides fait remonter l'assimilation des pommes d'or aux agrumes à l'ouvrage de Giovanni Baptista Ferraro, jésuite siennois, consacré à la culture des oranges, citrons et cédrats Hesperides sive De malorum aureorum cultura et usu libri quatuor paru à Rome en 1646,.
Linné donnera le nom d'Hesperideæ (1763) à un ordre contenant Eugenia, Psidium, Myrtus, Caryophilus... et classe Citrus dans un autre ordre,. Egbert Buys (1773) y range les citrons, oranges ; limons et le laurier. Jussieu donne aux Hespéridées le rang de famille comprenant le citronnier, le limonier et jusqu'au thé (Camelia sinensis). En 1805, Lamarck et Augustin Pyramus De Candolle donnent enfin une définition avec une description du fruit assimilable à nos agrumes (avec Citrus medica et Citrus aurantium) et qui renvoie à Ferraro.

## Étymologie
Dans la base de données des publications numérisées par Google, le terme hespéridés est surtout utilisé au début du XIXe. Par la suite, il tombe progressivement en désuétude jusqu'à la seconde moitié du XXe. En revanche, le terme agrume est de loin le plus fréquent depuis le début XXe, alors que Citrus est le plus fréquent antérieurement.

## Effet photo-sensibilisant
Certains ont un effet photo-sensibilisant.